# Independence Party of America
Die Independence Party of America (IPA) war eine politische Partei in den Vereinigten Staaten, die am 23. September 2007 als eine Koalition auf der Ebene einzelner Bundesstaaten zwischen bereits bestehenden Parteien mit dem Namen Independence Party gegründet wurde.
Ihr nationaler Vorsitzender war Frank MacKay, Vorsitzender der Independence Party of New York. Dean Barkley, ein ehemaliger US-Senator und Aktivist der Independence Party of Minnesota, erklärte sich bereit, eine beratende Funktion in der neuen Partei zu übernehmen.
Die Independence Party of Minnesota stimmte auf ihrem Parteitag am 26. Januar 2008 für den Anschluss an die neue Bundespartei, löste sich aber später wieder auf. Die Reform Party of Pennsylvania schloss sich am 22. Oktober 2007 an und die Independent Green Party of Virginia trat am 10. Januar 2008 bei.
Die Website der Partei ist seit April 2013 nicht mehr verfügbar. Die verschiedenen Landesparteien gingen jeweils eigene Wege; so unterstützte die Partei in Minnesota bei der Präsidentschaftswahl 2016 Evan McMullin und die Partei in New York unterstützte den libertären Kandidaten Gary Johnson.